# Bevægelsen (parti)
 For alternative betydninger, se Bevægelsen. (Se også artikler, som begynder med Bevægelsen)
Bevægelsen (islandsk: Hreyfingin) var et islandsk politisk parti, der ved sin stiftelse i 2009 havde tre medlemmer af Altinget; alle forhenværende medlemmer af Borgerbevægelsen.
- Þór Saari, økonom
- Margrét Tryggvadottir, redaktør
- Birgitta Jónsdóttir, digter, redaktør og kunstner and artist

## Baggrund og udvikling
Græsrodsbevægelsen Borgerbevægelsen var skabt efter de islandske bankers sammenbrud i oktober 2008 kastede Island ud i en dyb økonomisk og politisk krise og fik valgt fire tingmænd ved altingsvalget 2009, men den ene af disse, Þráinn Bertelsson, forlod partiet i sommeren 2009. De resterende tre medlemmer af Borgerbevægelsens altingsgruppe var utilfredse med deres bagland og besluttede at skabe en ny græsrodsbevægelse, som de kaldte Bevægelsen. Samarbejdet mellem de tre haltede dog, og i 2012 forlod Birgitta Jónsdóttir partiet og var samme år medstifter af Piratpartiet.
Den 18. marts 2012 fusionerede Bevægelsen med resterne af Borgerbevægelsen og Det Liberale Parti til partiet Daggry.